# Doesburgia celebiana
Doesburgia celebiana är en skalbaggsart som beskrevs av Friedrich F. Tippmann 1953. Doesburgia celebiana ingår i släktet Doesburgia och familjen långhorningar.
Artens utbredningsområde är Sulawesi. Inga underarter finns listade i Catalogue of Life.